# Igreja de Nossa Senhora da Apresentação (Capelas)

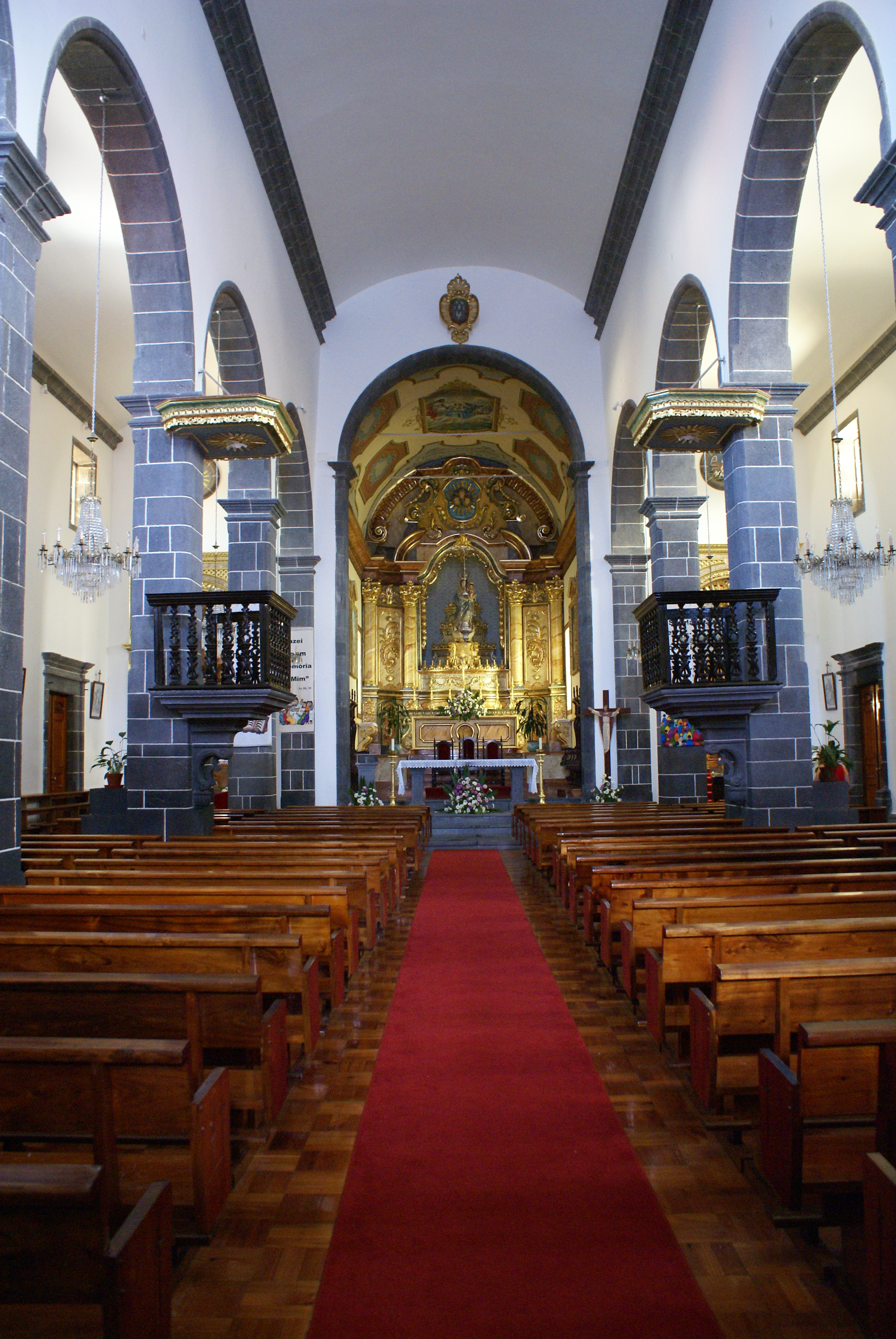
Igreja de Nossa Senhora da Apresentação, nave.

A Igreja de Nossa Senhora da Apresentação, ou Igreja Paroquial de Capelas, é um templo português localizado na freguesia das Capelas, Município de Ponta Delgada, ilha de São Miguel, arquipélago dos Açores.
Este templo foi elevado a paróquia no dia 12 de Fevereiro de 1592 por força de uma carta régia do rei Filipe II de Espanha, (Filipe I de Portugal), que respondeu ao pedido emanado do então Bispo de Angra, D. Manuel de Gouveia.
Este templo do século XVI ostentou o Título de Matriz-Prioral.
Esta igreja apresenta bom trabalho em cantaria de basalto com acabamentos em alvenaria que foi pintada a branco. É de destacar os trabalhos em pedra efectuados junto das portas, janelas e da torre sineira.
O interior com a imagem de Nossa Senhora da Apresentação no altar-mor apresenta bons acabamentos.